# Кузы-Курпяч и Баян-сылу
Кузы́-Курпя́ч и Бая́н-сылу́ (Кузы-Курпяч белян Баян-сылу, Кузыйкурпяс менэн Маянхылу; тат. Кузы Күрпәч белән Баянсылу, баш. Ҡуҙыйкүрпәс менән Маянһылыу, алт. Козын-Эркеш) — общетюркский, в том числе алтайский, башкирский, казахский, татарский лироэпический дастан, памятник словесности, эпос.

## Описание
Время создания дастана неизвестно, наиболее вероятной представляется версия о возникновении и распространении дастана в золотоордынский период (ХIII-XV веках), фольклорист И. Дюсенбаев же датирует казахскую версию XI-ХII веками, В. М. Жирмунский относит произведение к XV—XVII векам.
Известно около 40 вариантов эпоса, записанных на территории Башкортостана, Курганской, Оренбургской, Самарской, Саратовской, Челябянской и других областей, и более 20 его сибирско-татарских вариантов зафиксированы в 1967—1968 годах на территории Западной Сибири.
Впервые был записан в начале XIX века Т. С. Беляевым и на основании дастана им было создано и издано в 1812 году в Казани, в типографии Казанского университета под наименованием «Куз-Курпяч, башкирская повесть, писанная на башкирском языке одним курайчем и переведенная на российский в долинах гор Рифейских, 1809 года»., татарская же версия дастана была записана в середине XIX века В. В. Радловым у барабинских татар.
Варианты эпоса были записаны Г. Салямом у своей матери в деревне Таскино Челябинской области в 1938 году, и в 1940 годах Х. Х. Ярми в деревне Тернэ Новосибирской области.

## Сюжет
Сюжет возник среди тюркских народов в средневековье, бытовал в нескольких вариантах.
Во всех вариантах эпоса в центре повествования — любовь молодых людей, в основе сюжета лежит конфликт, порождённый обычаем заключения брачных союзов между молодыми людьми до их рождения и приводящий к гибели главных персонажей эпического произведения. В алтайской версии дастана «Козын-Эркеш» герой остаётся непомолвленным.

## Аналоги и переработки
В фольклоре некоторых тюркоязычных народов существуют другие варианты поэмы. К примеру, у казахов она называется «Козы Корпеш — Баян сулу», у барабинских татар — «Козы Корпеш», у алтайцев — «Козы Эркеш».
На основе поэмы были созданы пьеса «Козы Корпеш — Баян сулу» Г. М. Мусрепова, фильм «Поэма о любви» в 1954 году по сценарию Мусрепова.
В 1992 году известный казахский режиссёр и актёр Асанали Ашимов снял кинофильм «Козы Корпеш — Баян сулу».